# 심포리역 (삼척)
심포리역(Simpo-ri station, 深浦里驛)은 강원도 삼척시 도계읍에 위치한 영동선의 철도역이었다.
1940년 영업을 개시할 당시에는 이 역과 통리역 구간에 인클라인 시설이 있었고, 해당 시설이 우회하는 터널로 바뀐 이후에는 역의 위치를 옮겨 신호장으로 쓰이다가 2012년 6월 27일 솔안터널 개통으로 선로가 이설되어 폐역되었다.
하이원추추파크 공사 당시 근처에 통리재로 향하는 심포리피난선이 있었으나 통리재에 있는 철로를 제외하고는 추추파크 부지에 있는 피난선 선로를 일시 철거하였다.
현재는 역과 부지 일체가 (주)하이원추추파크에 인수되었다. 구역의 부지에는 스위치백트레인과 인클라인트레인의 기종점역인 추추스테이션을 비롯하여 추추파크가 들어서 있으며, 신역은 스위치백트레인이 통과하는 곳이 되었다.

## 연혁
- 1940년 8월 1일 : 강원도 삼척군 상장면 통리 경계점에 삼척철도주식회사 소속 보통역으로 영업 개시
- 1963년 5월 20일 : 인클라인이 우회터널로 전환됨에 따라 폐지[3]
- 1969년 6월 25일 : 신호장으로 재개업[4]
- 1969년 8월 28일 : 역사 신축 준공
- 1995년 8월 10일 : 배치간이역으로 승격[5]
- 1995년 8월 15일 : 통리역 소속역으로 지정
- 2001년 9월 8일 : 신호장으로 격하[6]
- 2006년 11월 1일 : 여객 취급 중지
- 2010년 : 무인신호장으로 전환
- 2012년 6월 27일 : 솔안터널 개통으로 폐역[7]
- 2014년 10월 24일 : 추추파크 스위치백트레인 운행 개시

## 사진

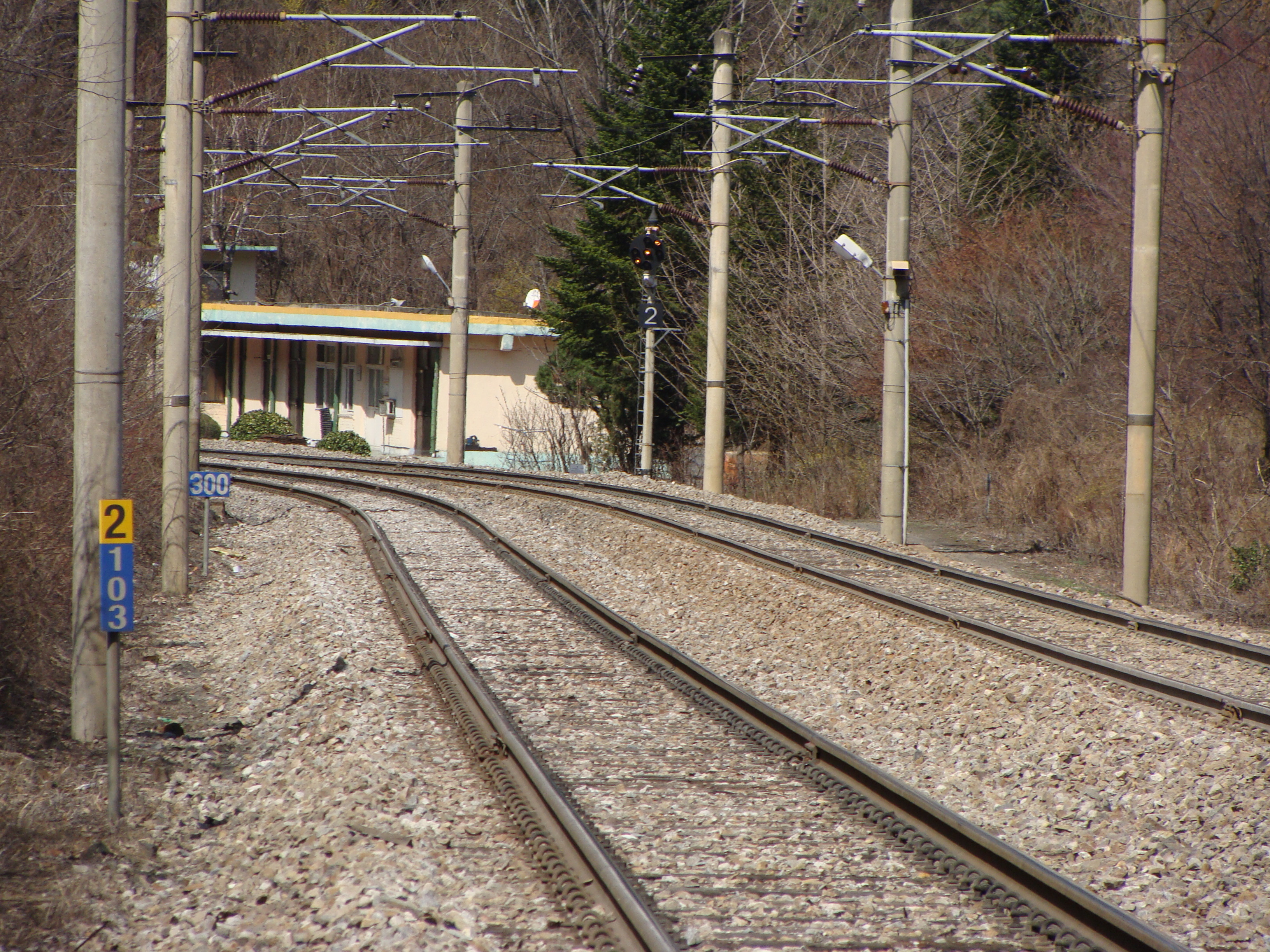
통리역 방향에서 찍은 심포리역
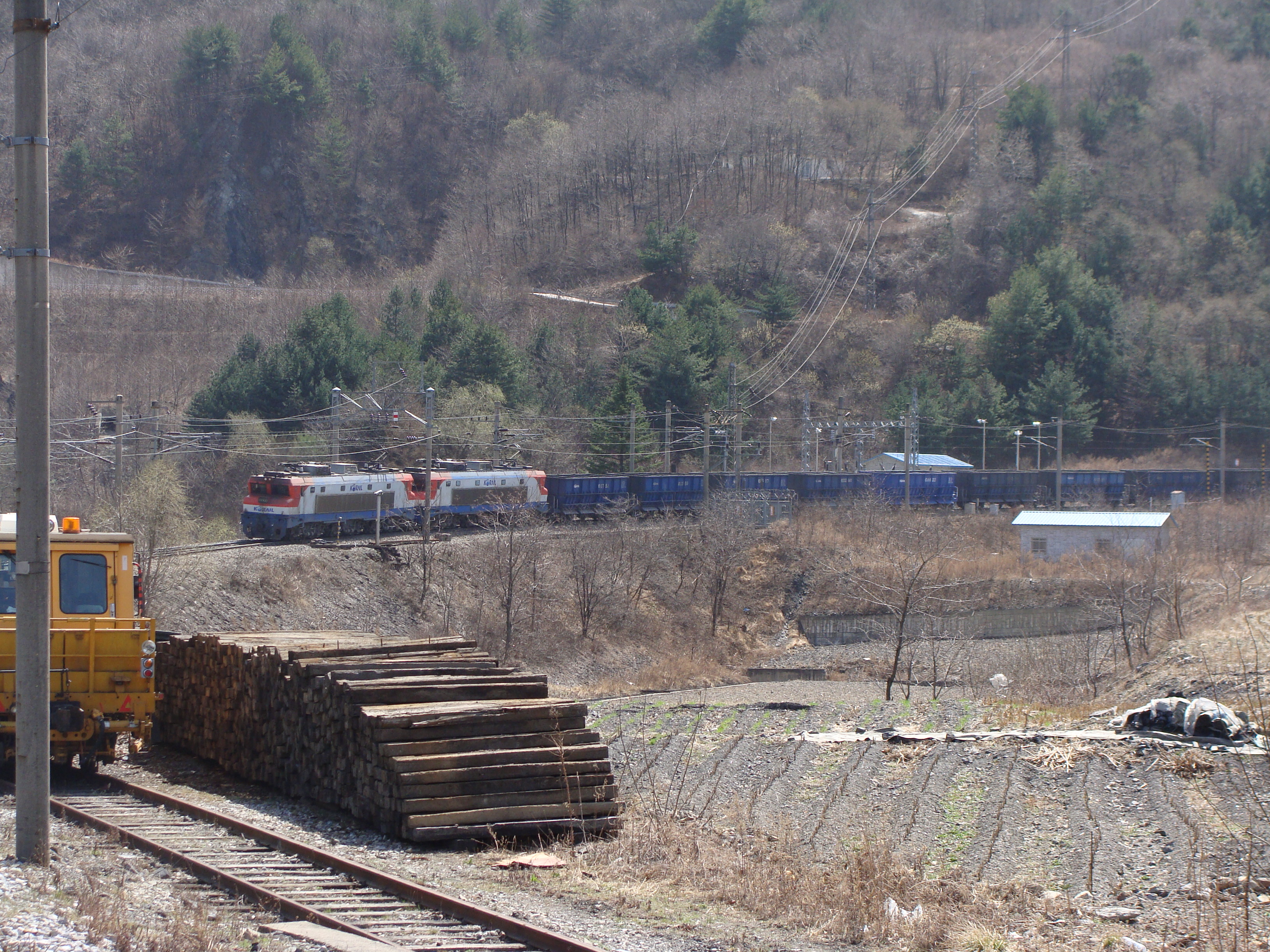
통리역에서 심포리역으로 진입하는 화물 열차
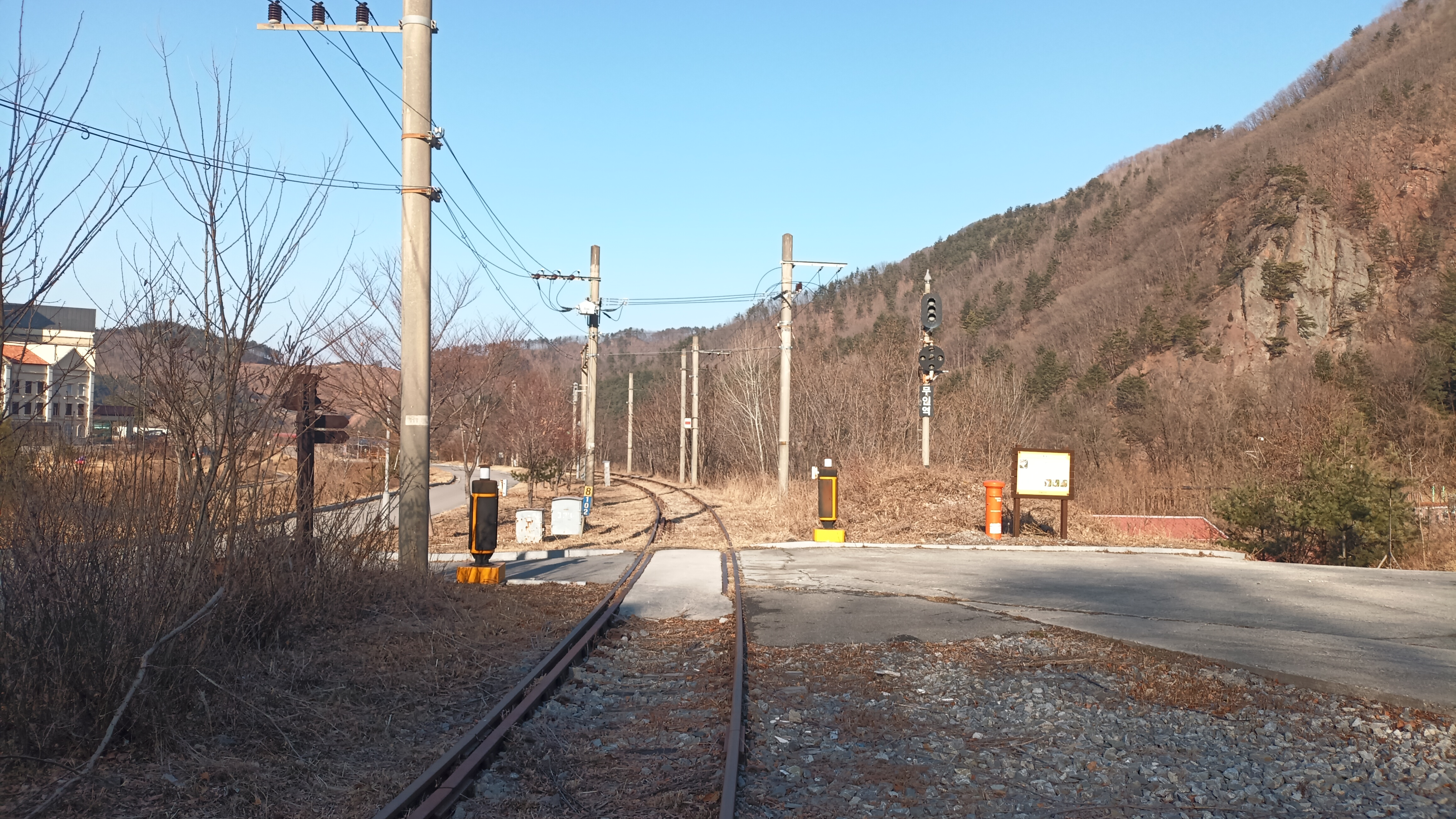
하이원추추파크 옆 구 영동선 (강릉 방향)